# 2002年冬季残疾人奥林匹克运动会乌克兰代表团
2002年冬季残疾人奥林匹克运动会乌克兰代表团是乌克兰派出的2002年冬季残疾人奥林匹克运动会代表团。获得6枚银牌和6枚铜牌。